# مارتن بورش
مارتن بورش (بالدنماركية: Martin Borch)‏ هو مهندس معماري دنماركي، ولد في 1 مارس 1852 في Skjern, Denmark ‏ في الدنمارك، وتوفي في 8 فبراير 1937 في كوبنهاغن في الدنمارك.